# Electricity (пісня Silk City та Дуа Ліпи)
«Electricity» — пісня британсько-американського дуету Silk City та англійської співачки Дуа Ліпи. Вона була випущена як сингл 6 вересня 2018 під лейблом Columbia Records. «Electricity» була включена до дебютного альбому Ліпи Dua Lipa. Пісня виграла премію за найкращий танцювальний запис на 61-шій церемонії «Греммі».

## Чарти

### Тижневі чарти
| Чарт (2018–19)                               | Найвища позиція |
| -------------------------------------------- | --------------- |
| Аргентина (Argentina Hot 100)                | 88              |
| Argentina Anglo (Monitor Latino)             | 10              |
| Австралія (ARIA)                             | 22              |
| Australia Dance (ARIA)                       | 6               |
| Австрія (Ö3 Austria Top 75)                  | 61              |
| Бельгія (Ultratop Flanders)                  | 6               |
| Belgium Dance (Ultratop Flanders)            | 1               |
| Бельгія (Ultratop Wallonia)                  | 17              |
| Belgium Dance (Ultratop Wallonia)            | 6               |
| Канада (Canadian Hot 100)                    | 61              |
| Колумбія (National-Report)                   | 47              |
| Хорватія (HRT)                               | 3               |
| Чехія (Singles Digitál Top 100)              | 18              |
| Франція (SNEP)                               | 149             |
| Німеччина (Official German Charts)           | 64              |
| Німеччина (Airplay Chart)                    | 10              |
| Greece International Digital Singles (IFPI)  | 21              |
| Greece Digital Songs (Billboard)             | 2               |
| Угорщина (Rádiós Top 40)                     | 6               |
| Угорщина (Single Top 40)                     | 23              |
| Угорщина (Stream Top 40)                     | 13              |
| Ірландія (IRMA)                              | 6               |
| Ізраїль (Media Forest)                       | 2               |
| Італія (FIMI)                                | 56              |
| Японія (Japan Hot 100)                       | 78              |
| Латвія (Latvijas Top 40)                     | 2               |
| Ліван (Lebanese Top 20)                      | 10              |
| Нідерланди (Dutch Top 40)                    | 5               |
| Нідерланди (Mega Single Top 100)             | 13              |
| Нова Зеландія (Recorded Music NZ)            | 25              |
| Норвегія (VG-lista)                          | 40              |
| Польща (Polish Airplay Top 100)              | 44              |
| Португалія (AFP)                             | 29              |
| Румунія (Airplay 100)                        | 44              |
| Russia Airplay (Tophit)                      | 80              |
| Шотландія (Official Charts Company)          | 8               |
| Сінгапур (RIAS)                              | 19              |
| Словаччина (IFPI)                            | 28              |
| Словаччина (Singles Digitál Top 100)         | 13              |
| Словенія (SloTop50)                          | 13              |
| Іспанія (PROMUSICAE)                         | 53              |
| Швеція (Sverigetopplistan)                   | 51              |
| Швейцарія (Media Control AG)                 | 46              |
| Велика Британія (Official Charts Company)    | 4               |
| США (Billboard Hot 100)                      | 62              |
| США (Hot Dance Club Songs) (Billboard)       | 1               |
| США (Hot Dance/Electronic Songs) (Billboard) | 5               |
| США (Mainstream Top 40) (Billboard)          | 16              |
| Венесуела (National-Report)                  | 10              |

### Річні чарти
| Чарт (2018)                 | Позиція |
| --------------------------- | ------- |
| Бельгія (Ultratop Flanders) | 61      |
| Нідерланди (Dutch Top 40)   | 47      |
| Нідерланди (Single Top 100) | 93      |

## Сертифікації
| Регіон | Сертифікація | Продажі |
| --- | ------------ | ------- |
| Австралія (ARIA)                                                                                                 | Платина      | 70,000  |
| Велика Британія (BPI)                                                                                            | Золото       | 400,000 |
| ^відвантаження, що базуються лише на сертифікаціях · продажі+прослуховування, що базуються лише на сертифікаціях |              |         |